# Жан Клуе
Жан Клуе (на френски: Jean Clouet; ок. 1485 – ок. 1540) е придворен художник на френския крал Франсоа I, заложил основите на френската портретна традиция.
Вероятно е фламандец по произход, син на едноименния художник, когото някои учени отъждествяват с Муленския майстор. Баща на Франсоа Клуе. Подписани от него произведения не са се съхранили, на него се приписват седем миниатюри от ръкописа за „Галската война“ и събрание от 130 портретни скици на френската аристокрация, съхранявани в Шантили. Сред тези скици има наброски за платна на библейски теми в стила на миланеца Солари, които са изложени в Лувъра. Ръцете на моделите са изпълнени с различна техника, което свидетелства за участие в тях на помощници.
Някаква светлина над загадъчната фигура на старшия Клуе, хвърля анализа на портрета на хуманиста Бюде. В този портрет споменава и самият Бюде, и сред ескизите от Шантили е оцеляла скица на това платно. Макар да не може да се игнорира сходството на произведенията на Клуе с работите на брюкселските художници, Клуе се отличава от тях с уверената си пластика, изкусен рисунък и влечение към психологическия реализъм. Неговите портретни работи кореспондират с произведенията на английския придворен художник Ханс Холбайн Младия, който на свой ред, е можел да се учи от Клуе относно тънкостите на работата с пастел.

## Портрети на Клуе
- Ан дьо Монморанси
- Шарлота Френска
- Гийом Бюде
- Франсоа I
- Маргарита Наварска
- кардинал Шарл Лотарингски (1524-1574)
- Гийом Гуфиер
- Рене Френска
- херцог Клод I дьо Гиз
- Мадлен Френска
- дофин Франсоа, син на Франсоа I
- Беатрис Пачеко
- Шарл III -херцог на Савоя